# Хаклуйтватнет
Хаклуйтватнет (норв. Hakluytvatnet, где норв. vatnet — «озеро») — озеро на острове Амстердам в западной части архипелага Шпицберген, Королевство Норвегия.
Расположено на высоте 12 метров над уровнем моря в ледниковом цирке между горами Хаклуйтховден (норв. Hakluythovden) и Нордре-Салатбергет, тесно окружено скалами. Расстояние от моря около 200 метров, отделено от него перешейком — террасой, но связано двумя малыми водотоками с запада и востока террасы.
На водосборном бассейне площадью около 2,2 км² стоят утёсы, есть многолетние снежники, осыпи и каменистые пустыни, но нет ледников. Особенно выделяются «птичьи утёсы», поросшие ложечной травой (вид Cochlearia groenlandica). На морене часто встречается помёт оленей. Было найдено семь могил китобоев. Основное питание озера — по реке от двух снежников в южной части водосбора.
Площадь самого озера около 10 гектар, максимальная глубина около 5 метров. Из водной растительности характерны нитчатые водоросли, даже на глубине 5 метров встречается водный мох. Относится к зоне тундры. В ходе обследования в сентябре 2014 года вода в озере имела температуру 4 °C и была хорошо перемешана ветрами, расслоения не замечено.
Согласно радиоуглеродному датированию, в современную геологическую эпоху водосборный бассейн озера претерпевал большие изменения, когда более и менее засушливые периоды сменяли друг друга, а озеро могло частично высыхать или не существовать. Текущие условия сохраняются примерно 5 тысяч лет до настоящего времени.
Озеро получило имя только в 2014 году от расположенной рядом горы Хаклуйтховден, которая, в свою очередь, названа в честь британского географа Ричарда Хаклюйта. Причём было отклонено предложение назвать по лисицам (Blårev-, Blårøv-, Reve-, Røva-) или могилам (Grav-), которые есть в этом районе, так как похожие топонимы на Шпицбергене уже имелись. Ранее в научной работе 2004 года озеро указывалось именно как Хаклуйтховден.